# ريغوبرتو ريفاس
ريغوبرتو ريفاس (بالإسبانية: Rigoberto Rivas) (31 يوليو 1998 في هندوراس - ) هو لاعب كرة قدم هندوراسي في مركز الوسط. لعب مع إنتر ميلان.

## روابط خارجية
- ريغوبرتو ريفاس على موقع إي إس بي إن إف سي (الإنجليزية)
- ريغوبرتو ريفاس على موقع قاعدة بيانات كرة القدم.إي يو (الإنجليزية)
- ريغوبرتو ريفاس على موقع ناشيونال فوتبول تيمز (الإنجليزية)
- ريغوبرتو ريفاس على موقع Soccerbase.com (لاعب) (الإنجليزية)
- ريغوبرتو ريفاس على موقع Soccerway.com (الإنجليزية)
- ريغوبرتو ريفاس على موقع عالم كرة القدم.نت (الإنجليزية)
- ريغوبرتو ريفاس على موقع أوليمبيديا (الإنجليزية)